# Club del billón de dólares
El denominado club del billón de dólares (en inglés y en escala numérica corta: Trillion dollar club) es una clasificación no oficial o informal que agrupa a aquellos 15 países del mundo cuyos PIBs nominales superan el billón de dólares estadounidenses.

## Distribución por continente
En 2010, cuatro miembros de este hipotético selecto «club» pertenecían a América (Estados Unidos, Brasil, Canadá y México), otros cuatro lo hacían respecto de Asia (China, Japón, India y Corea del Sur), seis pertenecían a Europa (Alemania, Francia, Italia, Reino Unido, España y Rusia), sólo uno a Oceanía (Australia), en tanto que ningún país africano todavía formaba parte del mismo.

## Algunas precisiones sobre los casos límite
Pueden darse casos en los que después de haber alcanzado un PIB nominal de poco más de un billón de dólares estadounidenses, haya caído por debajo de dicha cifra en un año posterior. Por ejemplo, según la base de datos históricos del FMI el PIB nominal británico alcanzó 1,098 billón de dólares en 1990 para caer a 982.615 millones en 1993, antes de volver a superar definitivamente el billón de USD a partir de 1994 (habiendo llegado a los USD 2,247 billones en 2010). Más cerca en el tiempo, en parte debido a las devaluaciones que sufrieron algunas monedas nacionales como consecuencia de la crisis económica y financiera mundial de 2008-2011, hicieron que algunos países dejasen momentáneamente de pertenecer al “club”. Por ejemplo, el PIB nominal de Australia descendió de USD 1,061 billón en 2008 a 987.813 millones en 2009, hasta (revaluación incluida) alcanzar el 1,236 billón en 2010. Lo mismo sucedió con Corea del Sur, cuyo PIB nominal descendió de USD 1,049 billón en 2007 a USD 931.405 y 832.512 millones en 2008 y 2009 respectivamente, hasta volver a superar por poco la barrera del billón en 2010. Algo similar pasó en el caso de México, cuyo PIB nominal bajó desde USD 1,035 billón en 2007 a USD 882.220 millones en 2009, hasta alcanzar U$S 1,039 billón en 2010.

## Orden cronológico en el que los PIB nominales de diversos países superaron 1 billón de USD
| Año         | País                                                       | Fuente            |
| ----------- | ---------------------------------------------------------- | ----------------- |
| 1970        | Estados Unidos                                             | [ 3 ] [ 4 ] [ 5 ] |
| 1979        | Japón                                                      | [ 5 ] [ 3 ] [ 6 ] |
| 1987        | Alemania (más precisamente la antigua Alemania Occidental) | [ 5 ] [ 2 ]       |
| 1988        | Francia                                                    | [ 5 ] [ 2 ]       |
| 1990        | Italia                                                     | [ 5 ] [ 2 ]       |
| (1990) 1994 | Reino Unido                                                | [ 5 ] [ 2 ]       |
| 1998        | China                                                      | [ 5 ] [ 2 ]       |
| 2004        | España                                                     | [ 5 ] [ 2 ]       |
| 2005        | Canadá                                                     | [ 5 ] [ 2 ]       |
| 2006        | Brasil                                                     | [ 5 ] [ 2 ]       |
| 2007        | India · Rusia                                              | [ 5 ] [ 2 ] [ 8 ] |
| (2007) 2010 | Corea del Sur · México                                     | [ 5 ] [ 2 ]       |
| (2008) 2010 | Australia                                                  | [ 5 ] [ 2 ]       |

Todos los países que pertenecen al G8 y al BRIC tienen PIBs nominales de más de USD 1 billón, por lo que pertenecen a dicho “club”. No obstante, no puede decirse lo mismo del BRICS ni del G-20, debido a que Sudáfrica (la letra “S” del BRICS), Arabia Saudita, Argentina y Turquía tienen PIBs según tipos de cambio que son inferiores a dicha cifra.
Debido a que las valuaciones en los tipos de cambio están sujetas a variaciones relativamente rápidas y turbulentas (a diferencia del método PPA o de paridad del poder adquisitivo), un país cuyo PIB nominal supere por poco el billón de dólares estadounidenses en un determinado año podría quedar fuera del “club” en el siguiente (como sucediese en los antes mencionado casos de Australia, Corea del Sur y México).